# Генри Фитцджеймс, 1-й герцог Альбемарль
Генри Фитцджеймс  (6 августа 1673 — 16 декабря 1702) — первый герцог Альбемарль (1696—1702), незаконнорожденный сын короля Англии Якова II Стюарта (1633—1701) и Арабеллы Черчилль (1648—1730), сестры Джона Черчилля, 1-го герцога Мальборо.

## Биография
Родился в Вестминстере, в графстве Миддлсекс (Англия). Младший брат Джеймса Фитцджеймса, 1-го герцога Бервика и маршала Франции.
В декабре 1688 года свергнутый король Яков II Стюарт вместе с семьей и детьми бежал из Англии во Францию. В феврале 1689 года парламент провозгласил королём и королевой Англии Вильгельма III Оранского и Марию II Стюарт.
В 1690 году Генри Фитцджеймс в чине полковника пехотного полка участвовал на стороне своего отца в битве на реке Бойн в Ирландии, где Яков Стюарт потерпел окончательное поражение и был вынужден бежать во Францию.
13 января 1696 года изгнанный английский король Яков II Стюарт пожаловал своему сыну титулы герцога Альбемарля, графа Рокфорда и барона Ромни. Однако эти титулы признавали только якобиты, то есть сторонники свергнутой династии Стюартов. Генри Фитцджеймс также был назначен великим приором возрожденного приората английского отделения Мальтийского ордена.
В 1702 году Генри Фитцджеймс, герцог Альбемарль, был назначен французским генерал-лейтенантом и адмиралом. Он должен был возглавить флот, собранный в порту Тулон, целью которого было вторжение в Великобританию. Но 16 декабря того же года Генри Фитцджеймс скончался в возрасте 29 лет.

## Семья и дети
20 июля 1700 году Генри Фитцджеймс женился на французской дворянке Марии Габриэлле д’Одибер де Люссан (1675—1741), дочери и наследнице графа Жана д’Одибер де Люссан. От жены у него родилась (посмертно) дочь Кристина Мария Жаклин Генриетта Фитцджеймс (род. 29 мая 1703), которая стала монахиней и умерла молодой.
Его вдова Мария Габриэлла д’Одибер де Люссан, герцогиня Альбемарль, в мае 1707 года вторично вышла замуж за Джона Драммонда (1682—1754), 2-го герцога Мелфорта (1715—1754).